# Energía solar en Brasil

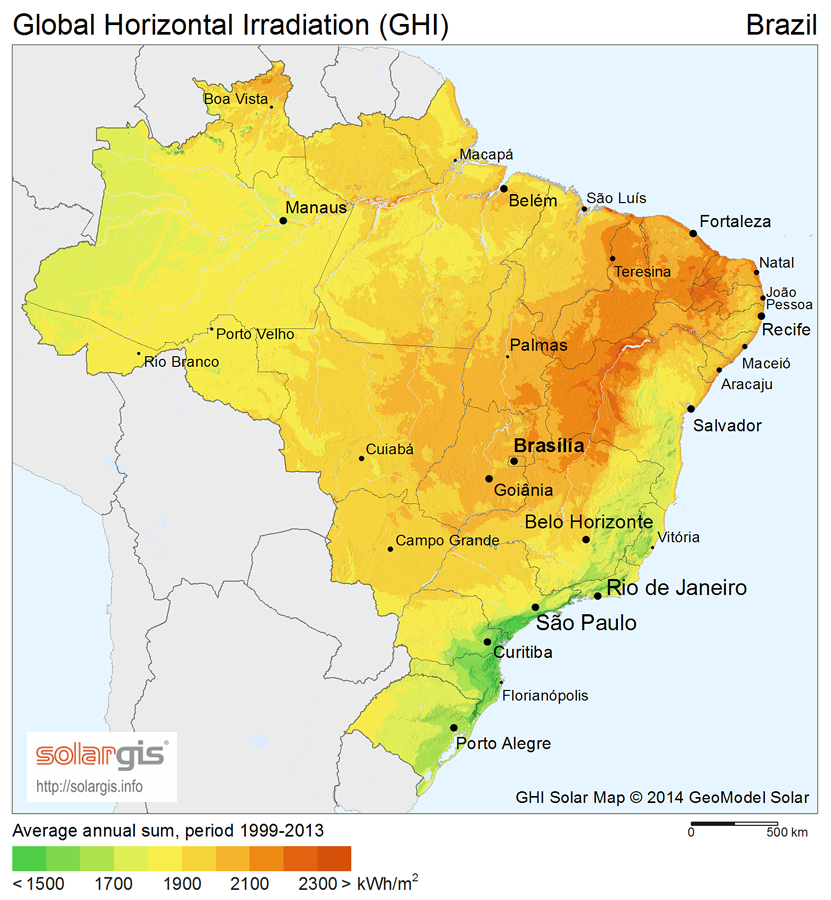
Potencial solar del territorio brasileño

Brasil tenía una capacidad instalada de 21 GW de origen solar fotovoltaica en octubre de 2022. En 2021, Brasil fue el 14º país del mundo en términos de potencia solar instalada (13 GW). y el undécimo país más grande del mundo que produce energía solar (16,8 TWh). Del total de la matriz energética brasileña instalada, el 2,48% estaba compuesto por sistemas solares fotovoltaicos en octubre de 2021.
El país recibe más de 3000 horas de número de horas de sol por año, y en la región Nordeste hay una incidencia diaria promedio de entre 4,5 y 6 kWh . Es el país con mayor índice de irradiación solar del mundo.
Los mayores estados productores de energía solar en Brasil, en mayo de 2022, fueron Bahía, con 1.354 MW y 44 parques; Piauí, con 1.205 MW y 33 parques; Minas Gerais, con 730 MW y 37 parques; São Paulo, con 588 MW y 35 parques; Ceará, con 499 MW y 21 parques; Pernambuco, con 315 MW y 21 parques; Rio Grande do Norte, con 261 MW y 15 parques; y Paraíba, con 166 MW y 10 parques.
En cuanto a la autogeneración, o también llamada micro y minigeneración distribuida, Brasil alcanzó los 10 GW de energía solar instalada en marzo de 2022, destacándose Minas Gerais con 1,73 GW, São Paulo con 1,29 GW y Rio Grande do Sul con 1,17 GW de este total.. Con ambos juntos, más de 15 GW de energía solar se instalaron en el país en mayo de 2022.

## Evolución del potencial instalado
La evolución del potencial instalado desde 2013 en el país fue la siguiente:

## Estructura

### Plantas solares

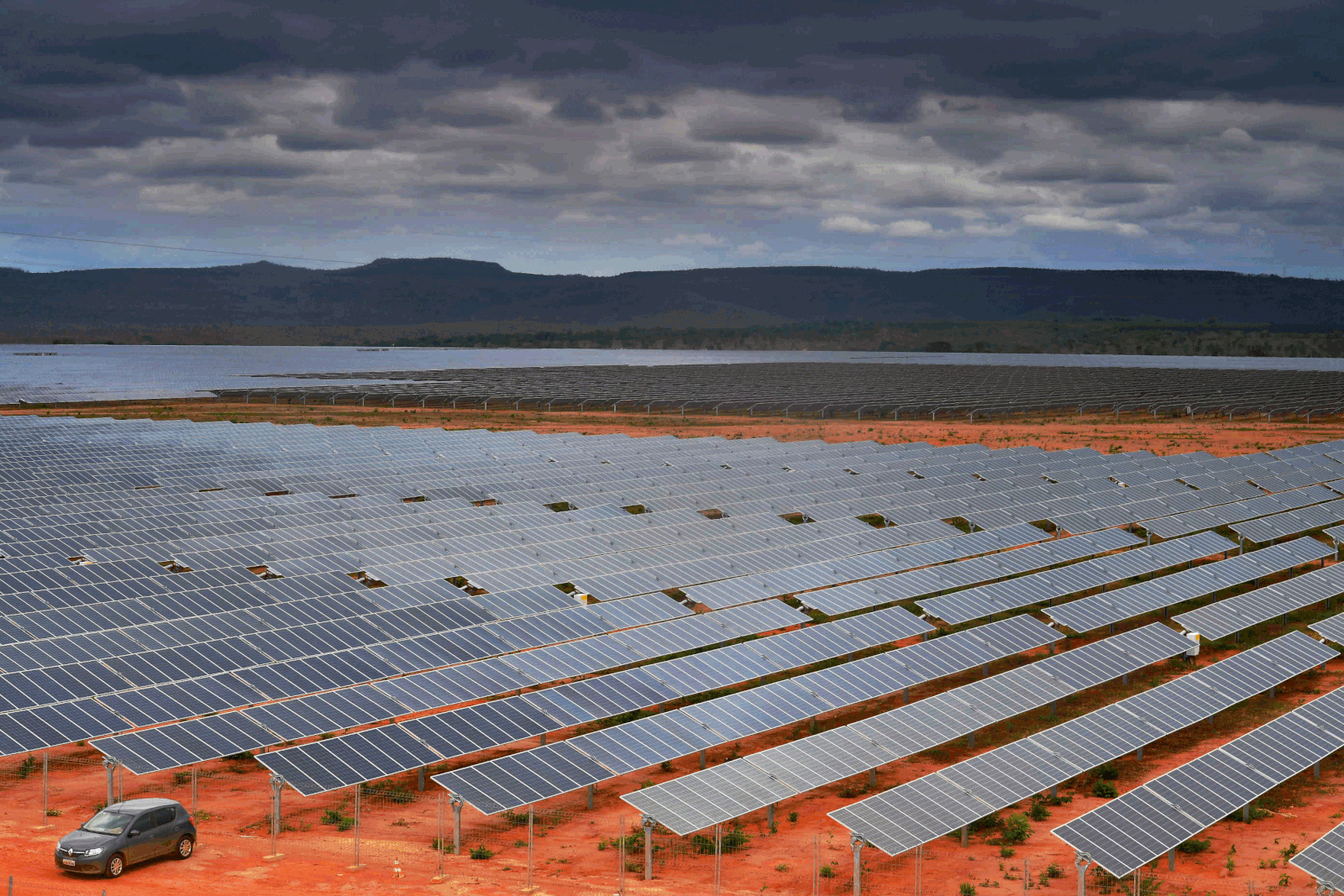
Complejo Solar Pirapora, el más grande de Brasil y América Latina con una capacidad de 321 MW.

La primera planta solar fotovoltaica de generación eléctrica a escala comercial en Brasil fue MPX Tauá, inaugurada 2011 en el municipio de Tauá, en el estado de Ceará . La planta tiene una capacidad de generación inicial de 1 megavatio.
En 2017 entraron en operación las plantas Complexo solar da Lapa (BA), con 158 MW, Parque solar Ituverava (BA), con 254 MW, y Parque solar Nova Olinda (PI), con 292 MW, consideradas las mayores plantas de generación solar en Latinoamérica.  En diciembre, entran en operación el Complexo fotovoltaico Floresta (86 MW) y el Complexo fotovoltaico Assu (30 MW), en Rio Grande do Norte.
En febrero de 2018 entró en operación el Complexo Solar Guaimbê, en el estado de São Paulo, con una capacidad instalada de 150 MW. Un mes después, en marzo, se inauguró el Parque Solar Horizonte, en Bahía, con 103 MW. En agosto, la Usina Solar Pirapora, ubicada en Minas Gerais, se convirtió en la planta solar más grande del país, alcanzando una capacidad instalada de 321 MW. Finalmente, en octubre, entraron en funcionamiento las Usinas Solares Angico I y Malta, en el estado de Paraíba, con una capacidad conjunta de 54 MW.
En la década de 2020, la energía solar de Brasil tiene potencial para la producción del llamado " hidrógeno verde ".

#### Capacidad instalada
| Año  | fotovoltaica |     |
| MWp  | GWh          |     |
| ---- | ------------ | --- |
| 2012 | 7            |     |
| 2015 | 42           |     |
| 2016 | 93           |     |
| 2017 | 1,160        | 1.1 |
| 2018 | 2,416        | 1.9 |
| 2019 | 4,594        |     |
| 2020 | 7,675        |     |

Fuente:

### Generación distribuida (descentralizada)
La generación descentralizada, producida mediante sistemas instalados en los techos de viviendas o negocios, es otra alternativa para obtener energía a partir de la luz solar. En enero de 2012, la Agencia Nacional de Energía Eléctrica (ANEEL) publicó la Norma Resolutiva 482/2012, que establecía reglas para la micro (hasta 75 kW) y la mini generación (entre 75 kW y 5 MW) y permitía, en teoría, que los consumidores pueden generar su propia energía e intercambiar el excedente por créditos para descuentos en futuras facturas de electricidad.
Según ANEEL, el número de sistemas de este tipo implementados pasó de 8 (de enero a marzo de 2013) a 111.852 (en septiembre de 2019), con 111.527 sistemas fotovoltaicos, 93 hidráulicos, 59 eólicos, 173 termoeléctricos. A diciembre de 2018, la generación distribuida fotovoltaica contaba con 490 kW, ascendiendo a finales de 2019 a 1204 MW.